# Квантіко (Меріленд)
Квантіко (англ. Quantico) — переписна місцевість (CDP) в США, в окрузі Вікоміко штату Меріленд. Населення — 148 осіб (2020).

## Географія
Квантіко розташоване за координатами 38°22′36″ пн. ш. 75°45′9″ зх. д. / 38.37667° пн. ш. 75.75250° зх. д. (38.376749, -75.752587).  За даними Бюро перепису населення США в 2010 році переписна місцевість мала площу 4,90 км², уся площа — суходіл.

## Демографія
Згідно з переписом 2010 року, у переписній місцевості мешкали 133 особи в 47 домогосподарствах у складі 37 родин. Густота населення становила 27 осіб/км².  Було 55 помешкань (11/км²).
Расовий склад населення:
| - 96,2 % — білих - 3,0 % — чорних або афроамериканців |

До двох чи більше рас належало 0,8 %. Частка іспаномовних становила 5,3 % від усіх жителів.
За віковим діапазоном населення розподілялося таким чином: 23,3 % — особи молодші 18 років, 61,7 % — особи у віці 18—64 років, 15,0 % — особи у віці 65 років та старші. Медіана віку мешканця становила 40,6 року. На 100 осіб жіночої статі у переписній місцевості припадало 98,5 чоловіків;  на 100 жінок у віці від 18 років та старших — 92,5 чоловіків також старших 18 років.
Цивільне працевлаштоване населення становило 19 осіб. Основні галузі зайнятості: сільське господарство, лісництво, риболовля — 100,0 %.